# Charlie Jamieson
Charlie Devine Jamieson (7 février 1893 - 27 octobre 1969) est un joueur américain de baseball qui évolue en Ligue majeure de baseball de 1915 à 1932. Il remporte les World Series 1920 avec les Cleveland Indians. Considéré comme le joueur des Indians le plus populaire avant l'émergence de Bob Feller, Lou Boudreau et Rocky Colavito, Jamieson est souvent cité parmi les meilleurs joueurs non présents au Hall of Fame.

## Carrière
Jamieson commence sa carrière en Ligue majeure comme lanceur. Il joue 13 rencontres sur le monticule avant de passer dans le champ extérieur. Sa moyenne au bâton, qui dépasse 0,300 pendant dix saisons avec une pointe à 0,359 en 1924, et ses très bonnes prestations en défense, expliquent ce choix.
Troisième au classement du MVP de la saison 1924, il termine sixième de ce même classement en 1923.